# Pallacanestro Virtus Roma 1983-1984
Questa voce raccoglie le informazioni riguardanti la Pallacanestro Virtus Roma nelle competizioni ufficiali della stagione 1983-1984.

## Stagione
La stagione 1983-1984 della Pallacanestro Virtus Roma sponsorizzata Banco di Roma è la 4ª nel massimo campionato italiano di pallacanestro, la Serie A1.

## Roster
Aggiornato al 11 dicembre 2020.
| Virtus Banco Roma 1983-84 | Virtus Banco Roma 1983-84 |
| Giocatori                 | Staff tecnico             |
| ------------------------- | ------------------------- |

| N. | Naz.                   | Ruolo | Nome                 | Anno | Alt.   | Peso   |  |
| -- | ---------------------- | ----- | -------------------- | ---- | ------ | ------ |  |
| 4  | Stati Uniti (bandiera) | P     | Larry Wright         | 1954 | 185 cm | 73 kg  |  |
| 5  | Italia (bandiera)      | G     | Stefano Sbarra       | 1961 |        |        |  |
| 7  | Italia (bandiera)      | G     | Paolo Salvaggi       | 1960 |        |        |  |
| 8  | Stati Uniti (bandiera) | AG    | Clarence Kea         | 1959 | 198 cm | 98 kg  |  |
| 9  | Italia (bandiera)      | C     | Renzo Tombolato      | 1955 | 203 cm |        |  |
| 10 | Italia (bandiera)      | G     | Enrico Gilardi       | 1957 | 193 cm | 90 kg  |  |
| 11 | Italia (bandiera)      | C     | Fulvio Polesello (C) | 1956 | 204 cm |        |  |
| 12 | Italia (bandiera)      | A     | Giuseppe Grimaldi    | 1962 |        |        |  |
| 13 | Italia (bandiera)      | AP    | Marco Solfrini       | 1958 | 196 cm | 89 kg  |  |
| 15 | Italia (bandiera)      | A     | Gianni Bertolotti    | 1950 | 200 cm | 91 kg  |  |
|    | Stati Uniti (bandiera) | C     | Darrell Lockhart     | 1960 | 206 cm | 111 kg |  |
| -  | Italia (bandiera)      | P     | Tullio Sacripanti    | 1966 |        |        |  |
| -  | Italia (bandiera)      | A     | Paolo Scarnati       | 1965 |        |        |  |

| Allenatore                                                     |
| - Valerio Bianchini                                            |
| Assistente/i                                                   |
| - Nessuno Legenda - (C) Capitano - (IN) Inattivo - Infortunato |

## Mercato

### Sessione estiva
| Acquisti | Acquisti          | Acquisti       | Acquisti   | Acquisti |
| R.a      | Nome              | da             | Modalità   |          |
| -------- | ----------------- | -------------- | ---------- | -------- |
| C        | Renzo Tombolato   | Pielle Livorno | definitivo |          |
| A        | Gianni Bertolotti | Pall. Trieste  | definitivo |          |
| G        | Paolo Salvaggi    |                | definitivo |          |

| Cessioni | Cessioni           | Cessioni          | Cessioni       | Cessioni |
| R.       | Nome               | a                 | Modalità       |          |
| -------- | ------------------ | ----------------- | -------------- | -------- |
| G        | Roberto Castellano |                   | fine contratto |          |
| C        | Kim Hughes         | Viola R. Calabria | fine contratto |          |

### Dopo l'inizio della stagione
| Acquisti | Acquisti         | Acquisti          | Acquisti      | Acquisti   |
| R.       | Nome             | da                | Data          | Modalità   |
| -------- | ---------------- | ----------------- | ------------- | ---------- |
| C        | Darrell Lockhart | San Antonio Spurs | novembre 1983 | definitivo |

| Cessioni | Cessioni | Cessioni | Cessioni | Cessioni |
| R.       | Nome     | a        | Data     | Modalità |
| -------- | -------- | -------- | -------- | -------- |